# 宮瀬彩加
宮瀬 彩加（みやせ あやか、旧芸名：宮瀬 アヤ、1994年6月15日 - ）は、日本の女優。滋賀県出身、大阪府育ち。スペースクラフト・エージェンシー所属。

## 略歴
- 中学3年生（当時15歳）のときに可愛すぎる野球部のマネージャーとして話題になりスカウトされる
- スカウト後『Popteen』（角川春樹事務所）のモデルとしてデビュー、「あやちょん」という愛称で人気モデルとなる。
- デビュー号で特集、3ヶ月でピン企画5ページという当時では異例の抜擢。
- 初めは地元から通っていたが上京。芸能活動の傍ら服飾大学に入学。
- 2014年8月、サマンサタバサのブランドレップ シークレットハニーイメージモデルに就任。
- 雑誌『Popteen』モデル卒業後にはテレビ番組などに出演。2016年からは女優業に専念する。
- 2016年11月、自らデザイン・縫製した完全オリジナルのバッグが、日本皮革産業連合会主催の「JAPAN Leather Award 2016」でレディースバッグ部門賞を獲得。さらにはこの回のグランプリに認定された[2]。
- ポーラスター東京アカデミー出身。
- 2019年1月に活動名義を宮瀬アヤに変更したが、2年後の2021年1月に宮瀬彩加に戻した。

## 人物
- 愛称は「あやちょん」「みやっち」など。
- 前述のとおり、中学時代には野球部のマネージャーをしていた。
- 前述のとおり、通っていた大学は服飾大学。

## 出演

### テレビドラマ
- 土曜ワイド劇場 デパート仕掛け人!天王寺珠美の殺人推理（2015年3月21日、テレビ朝日）
- ハゲタカ 第1話（2018年7月19日、テレビ朝日） - キャバ嬢 役
- 警視庁ゼロ係〜生活安全課なんでも相談室〜 THIRD SEASON 第2・3話（2018年7月27日・8月17日、テレビ東京）
- ウルトラマンR/B 第11話（2018年9月15日、テレビ東京） - 犬伏サエ 役
- 下町ロケット 第2作（2018年10月14日 - 、TBS） - 準レギュラー・児玉優 役
- 家政夫のミタゾノ 第3シリーズ 第2話（2019年4月26日、テレビ朝日） - 浅倉舞 役
- 35歳の少女 第2話（2020年10月17日、日本テレビ） - ショッピングモールのインフォメーションスタッフ 草野 役
- 危険なビーナス 第10話（2020年12月13日、TBS） - 矢神波恵（28歳） 役
- やんごとなき一族（2022年4月21日 - 、フジテレビ）- 使用人 役
- #ダブルタップミステリー第8話(2023年6月16日、テレビ朝日)-「嫁が可愛すぎるSNS」主演
- キスでふさいで、バレないで。第1.9話(2025年2月3日、読売テレビ) -女子社員役

### ネット配信ドラマ
- 炎の転校生 REBORN 第4・5話（2017年9月、Netflix）
- THE 重大事件

-Hulu「vol.3 トリカブト1時間35分のトリック」（2022/5/17よりHuluにて独占配信）

### webドラマ
- ポテトピクチャーズ  -結婚した元カレ「バカにならないと結婚できないよ」(2024年4月26日公開)
- ポテトピクチャーズ  -元カレと明かした一夜「家で飲み直さない？」-50万再生突破
- ポテトピクチャーズ  -結婚か別れか「結局私のことが好きじゃないってこと？」-tiktok100万再生突破
- ポテトピクチャーズ -プロポーズ失敗「結婚って好きだからするんじゃないの？」
- トヨタショートドラマ -｢トヨタ文庫｣ 木村さん役
- 日本生命チャンネル -『私は桜を見ることができますか』-主演 和田すみれ役
- 東京カレンダーアプリ  -『港区女子』 2話〜 紗奈役

### テレビ番組
- イケメン美女と過ごす夜（2014年8月、日本テレビ）
- 博多ステイハングリー シーズン2（2014年8月、テレビ西日本） - マンスリーゲスト
- 住んでる人が見たい！世界の超！絶景ハウス 3（2014年12月、テレビ東京）
- 有田チルドレン（2015年5月、TBS）
- 指原カイワイズ（2015年12月、フジテレビ）
- 山里と100人の美女（2015年12月・2016年8月・2017年1月、TBS）
- オトナヘノベル（2016年9月、NHK Eテレ）
- 有吉反省会（2016年10月、日本テレビ）

### ネット配信番組
- 原宿女子会（2016年9月、AbemaTV）
- サンリオ男子オススメスポット（2016年10月、AbemaTV）
- 宮瀬の部屋（2016年11月 - 、LiveMe） - MC
- RakutenshoppingLiveTV（2017年7月）
- バチェラー・ジャパン シーズン2（2018年5月 - 、Amazon Prime Video）

### オリジナルビデオ
- 若頭暗殺史 修羅の男たち（2016年11月、オールインエンタテインメント） - 宇佐美薫 役

### 映画
- 七つの会議（2019年2月、東宝） - レポーター 役
- 浅草花やしき探偵物語 神の子は傷ついて（2020年7月） - 占い師北川 役：宮瀬アヤ名義で出演[3]。
- 性（サガ）（2020年8月） - 主演
- ペテロの帰り道（2021年）
- ユメコイ （2021年）-主演 二ノ宮真紀 役

### 舞台
- 劇団虚幻癖#18 番外公演「GHOSTMIX II」（2018年、萬劇場） - ヒロイン 役
- 劇メシ「キツネたちが円舞る夜」3月公演（2019年、ilco） - リナ 役：宮瀬アヤ名義で参加[4]。
- "STRAYDOG" Seedling公演「バンク・バン・レッスン」A公演（2019年、ワーサルシアター八幡山劇場） - ジュンコ 役：宮瀬アヤ名義で参加[5]。

### ラジオ番組
- レコメン!（2014年4月、文化放送）

### 雑誌
- Popteen（2010年 - 2014年、角川春樹事務所）
- Samurai ELO
- LARME

### モデル
- サマンサタバサ ブランドレップ シークレットハニーイメージモデル（2014年8月から3年間[1]）

### CM
- Y!mobile 全力坂インフォマーシャル - メインビジュアル（2017年8月）
- 楽天チケット “マヂ使い辛い楽天チケット” 編 - メインビジュアル（2018年4月）
- THEO【テオ】＋docomo “お金の生存戦略” - 5レンジャーピンク 役（2018年12月）
- RakutenRagri “100%オーガニックサラダ定期便はじまる” - サラダを食べる女性 役（2018年12月）
- みずほ銀行 宝くじ ジャンボ兄ちゃん教えて編 - 友人 役（2020年4月）
- Softbank for Biz   デジタル化でロスをチャンスに！～補助金コンシェル編（2023/11～2024/11）
- KINTO  （2023/1～2023/7）
- ビール酒造組合 『いとうあさこのほどよい女子大学』（2022/8～2023/8）
- 株式会社ことら-メインビジュアル
- MIRARTHホールディングス「MIRAI for EARTH アセットマネジメント」篇
- 株式会社ミシャジャパン「ビタシープラスシリーズ(泡マスク洗顔)」-メインビジュアル
- イオン東北-メインビジュアル
- セキュリティアラート沼にお困りなら。CloudFastener（クラウドファスナー）

### PV
- ユナイテッドモンモンサン「読モンスタグラム」 - 主演（2015年）[6]
- あいのぼり「手のひらの落書き」 - ヒロイン 役（2018年）[7]
- 近澤智 「Thanks to you」 -元カノ役(2021年)
- 水いらず「ほとんど、空」 -主演(2021年)
- First Love is Never Returned『それが恋だと言ってくれ！』 -主演(2024年)

### イベント
- 24時間テレビ 愛は地球を救う39 日産グローバル本社ギャラリーイベント（2016年8月28日）